# 表面フォノン
表面フォノン（英語: Surface phonon）とは、固体の表面に局在した格子振動を量子化したもの。
表面の局在の程度によって二種類に分類できる。
- 固体内部への侵入深さが波長に依存するもの。音響モードではレイリー波、光学モードでは表面ポラリトンが知られている。
- 表面の数原子あたりに局在するもの。表面層近くの原子振動の振動数が変化し、バルクフォノンと結合できなくなると現れる。

## 測定方法
- 低速電子線回折 - デバイ‐ワラー因子がわかる。
- イオン散乱 - 表面原子の変位(二乗平均)がわかる。
- 赤外分光 - 赤外活性なモードの振動数がわかる。
- ラマン分光 - ラマン活性なモードの振動数がわかる。
- 原子非弾性散乱、電子エネルギー損失分光 - 表面フォノンのブリルアンゾーン全域に渡る分散関係がわかる。